# Проповеди со змеями

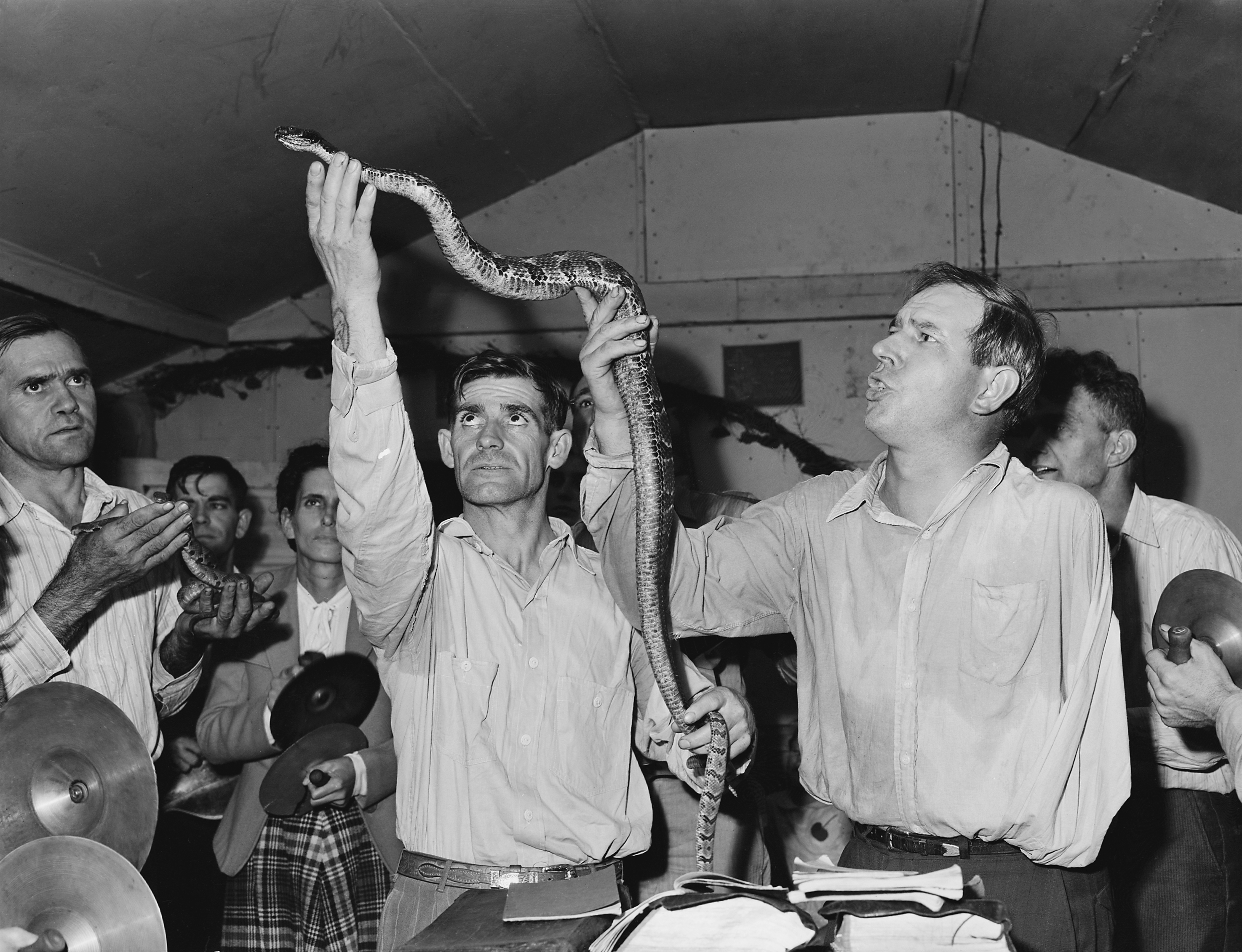
Проповедь со змеёй в Церковь Бога со знамениями в округе Харлан в Кентукки, 1946 г.

Проповеди со змеями (практикующие данный обряд известны как змеедержатели англ. serpent handlers, serpent preachers, snake handlers) — практика демонстрации ядовитых змей в качестве подтверждения силы своей веры во время проповедей в некоторых церквях в США, относящихся к Движению святости.

## История
В 1908 году священник-пятидесятник Церкви Бога Джордж Хенсли в Теннессийском городе Бёрчвуд во время проповеди голыми руками вынул из ящика большую гремучую змею, и, подержав её несколько минут, приказал своим прихожанам тоже взять её в руки, угрожая им в случае отказа «вечным проклятием в преисподней». Они по очереди подходили и брали змею на руки.
Позже практика использования ядовитых змей для демонстрации силы веры стала распространяться. Она основана на стихах 17 и 18 главы 16 Евангелия от Марка, в которых воскресший Иисус Христос провозглашает: «Уверовавших же будут сопровождать сии знамения: именем Моим будут изгонять бесов; будут говорить новыми языками; будут брать змей; и если что смертоносное выпьют, не повредит им; возложат руки на больных, и они будут здоровы».

## Проведение ритуала
В настоящее время в США существует свыше ста общин, использующих данную практику. Некоторые из них причисляют себя к пятидесятникам, другие не ассоциируются с какой-либо определённой конгрегацией. Почти все они находятся в регионе Аппалачей — в штатах Теннесси, Джорджия, Алабама, Кентукки и Западная Вирджиния.
Службы в этих общинах сопровождаются музыкой, пением, танцами. Почувствовав, что настал нужный момент, проповедник достает из ящика змею и держит её на уровне лица, над головой или вешает на шею. Также практикуется выпивание яда для демонстрации силы веры. Сосуд с ядовитой жидкостью на протяжении всей проповеди стоит рядом с кафедрой. Чаще всего это разбавленный стрихнин. Подойти и выпить его может любой прихожанин. Иногда для демонстрации силы веры используется и огонь, над которым прихожане медленно водят руками или подбородком.
Змеи нередко кусают прихожан, но они в этом случае отказываются обращаться за медицинской помощью. От укусов змей в церквях погибли не менее 90 верующих. В связи с этим с середины XX века в различных штатах вводились законодательные запреты на использование змей во время богослужений. Тем не менее, данная практика продолжает существовать.
Её критикуют также зоозащитники, которые говорят, что полосатые гремучники, которых используют чаще всего, очень плохо переносят неволю, что в природе время с сентября по апрель они проводят в спячке, и что из-за тряски и размахивания змеи пребывают в состоянии стресса и в результате умирают гораздо раньше, чем в природе.

## Случаи смерти
- Первый случай гибели задокументирован в 1922 году[4].
- 25 июня 1955 года в Олте (штат Флорида) от укуса погиб сам Джордж Вент Хенсли[5][6].
- В 1967 году от укуса гремучей змеи погибла Джина Сейлор, жена священника Кейла Сейлора. 28 лет спустя, в 1995-м, точно таким же образом скончался её муж[7].
- В 2012 году 44-летний пастор-пятидесятник Марк Уолфорд из Блуфилда (Западная Вирджиния) погиб от укуса змеи. Таким же образом в 1983 году умер и его отец в возрасте 39 лет[1][8][9].
- Спустя два года от укуса полосатой гремучей змеи умер пастор из города Миддлсборо Джейми Кутс (англ. Jamie Coots), незадолго до этого приговорённый к условному сроку за незаконную перевозку трёх гремучих и двух мокасиновых змей. Так как Кутс был участником документального фильма «National Geographic» о змеедержателях, то его смерть освещалась очень широко.[10][11][12]. Его сын Коди, продолжив отцовское дело, в 2018 году также был укушен змеёй (она повредила височную артерию), но благодаря усилиям врачей, ему удалось спасти жизнь[1].